# Остринка
Остринка (пол. Ostrynka) — село в Польщі, у гміні Янув Сокульського повіту Підляського воєводства.
Населення — 74 особи (2011).
У 1975-1998 роках село належало до Білостоцького воєводства.

## Демографія
Демографічна структура станом на 31 березня 2011 року:
|          | Загалом | Допрацездатний вік | Працездатний вік | Постпрацездатний вік |
| -------- | ------- | ------------------ | ---------------- | -------------------- |
| Чоловіки | 41      | 10                 | 28               | 3                    |
| Жінки    | 33      | 6                  | 15               | 12                   |
| Разом    | 74      | 16                 | 43               | 15                   |